# 마두아타주
마두아타주(Macuata Province)는 피지를 구성하는 14개 주 가운데 하나로 면적은 2,004km2, 인구는 72,441명(2007년 기준)이다. 행정 구역상으로는 북부구에 속한다. 피지 북부에 위치한 섬인 바누아레부섬에 위치한 3개 주 가운데 하나로 바누아레부섬 북동부에 위치한다. 피지에서 네 번째로 인구가 많은 주이다.